# 具本粲
具本粲（1993年1月31日—）是一名韩国射箭运动员。他在2016年里约奥运会中获得男子射箭个人以及团体金牌。除此之外，他还曾获得2015年世界射箭锦标赛男子团体和混合团体冠军。

## 外部連結
- Ku Bonchan在國際射箭總會
- KU Bonchan在国际奥林匹克委员会的资料